# Thurn (Heroldsbach)
Thurn ist ein Gemeindeteil der Gemeinde Heroldsbach im Landkreis Forchheim (Regierungsbezirk Oberfranken, Bayern). 2016 hatte das Dorf 1413 Einwohner.

## Geschichte
Eine urkundliche Ersterwähnung von Schloss Thurn erfolgte 1323/1324, nach anderen Angaben 1422. Seit 1399 waren die Herren von Gotzmann auf Schloss Thurn ansässig, diesen folgten die von Bünau, dann die von Guttenberg und 1680 die von Schönfeld. Im Jahr 1971 erfolgte der freiwillige Zusammenschluss der Gemeinden Heroldsbach, Thurn und Oesdorf mit Poppendorf zur Gemeinde Heroldsbach.

## Schloss Thurn mit Freizeitpark
Ein markantes Merkmal des Gemeindeteils ist das barocke Schloss Thurn, dessen Park seit den 1970ern von den Grafen von Bentzel als Freizeitpark betrieben wird. 1748 erwarb der Domkapitular Lothar Philip Wilhelm, Freiherr von Horneck von Weinheim das Anwesen. Er ließ die ehemalige Ritterburg in ein barockes Lustschloss umgestalten.

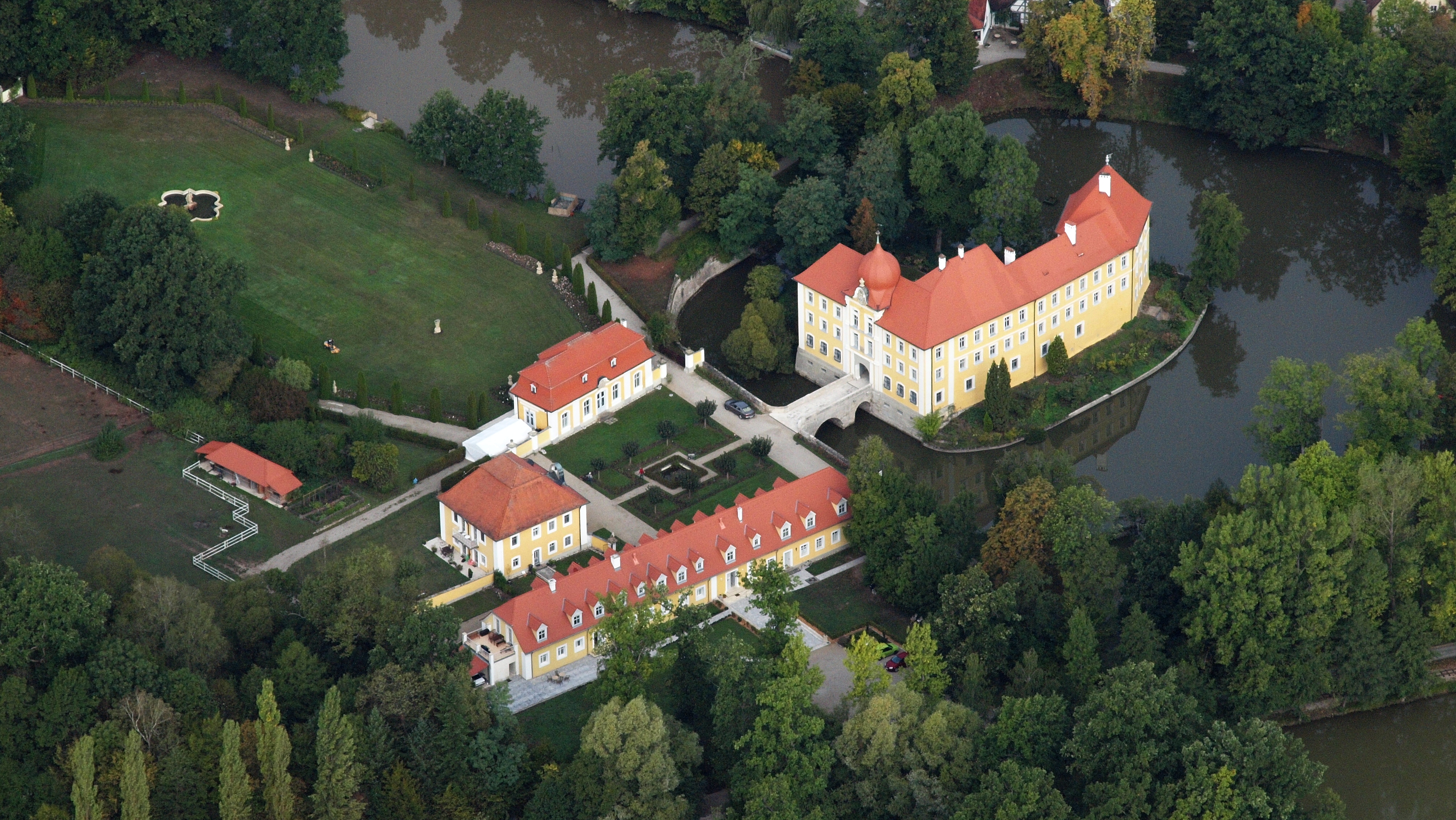
Süd-Ost-Ansicht (2015)
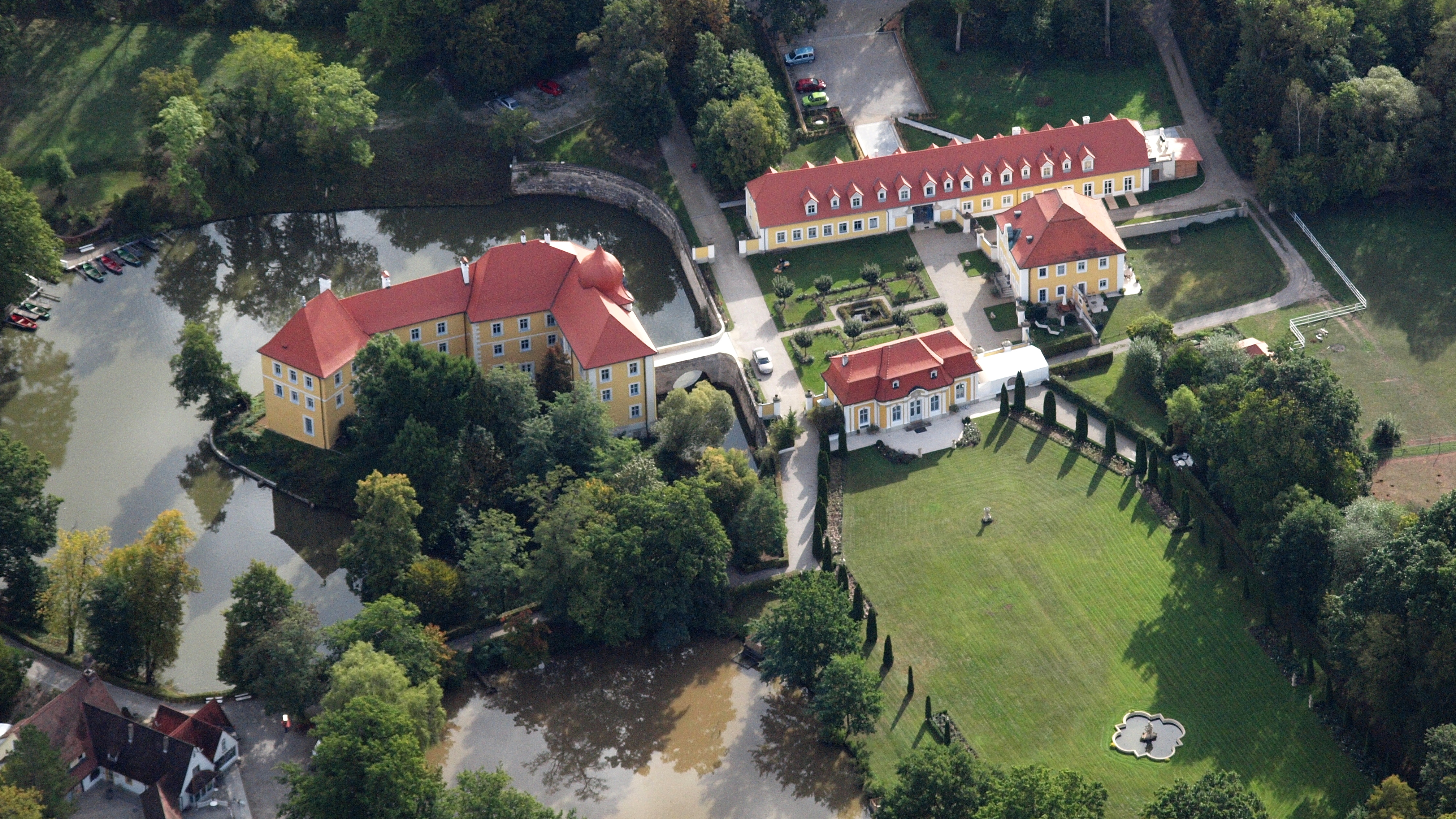
West-Ansicht (2015)
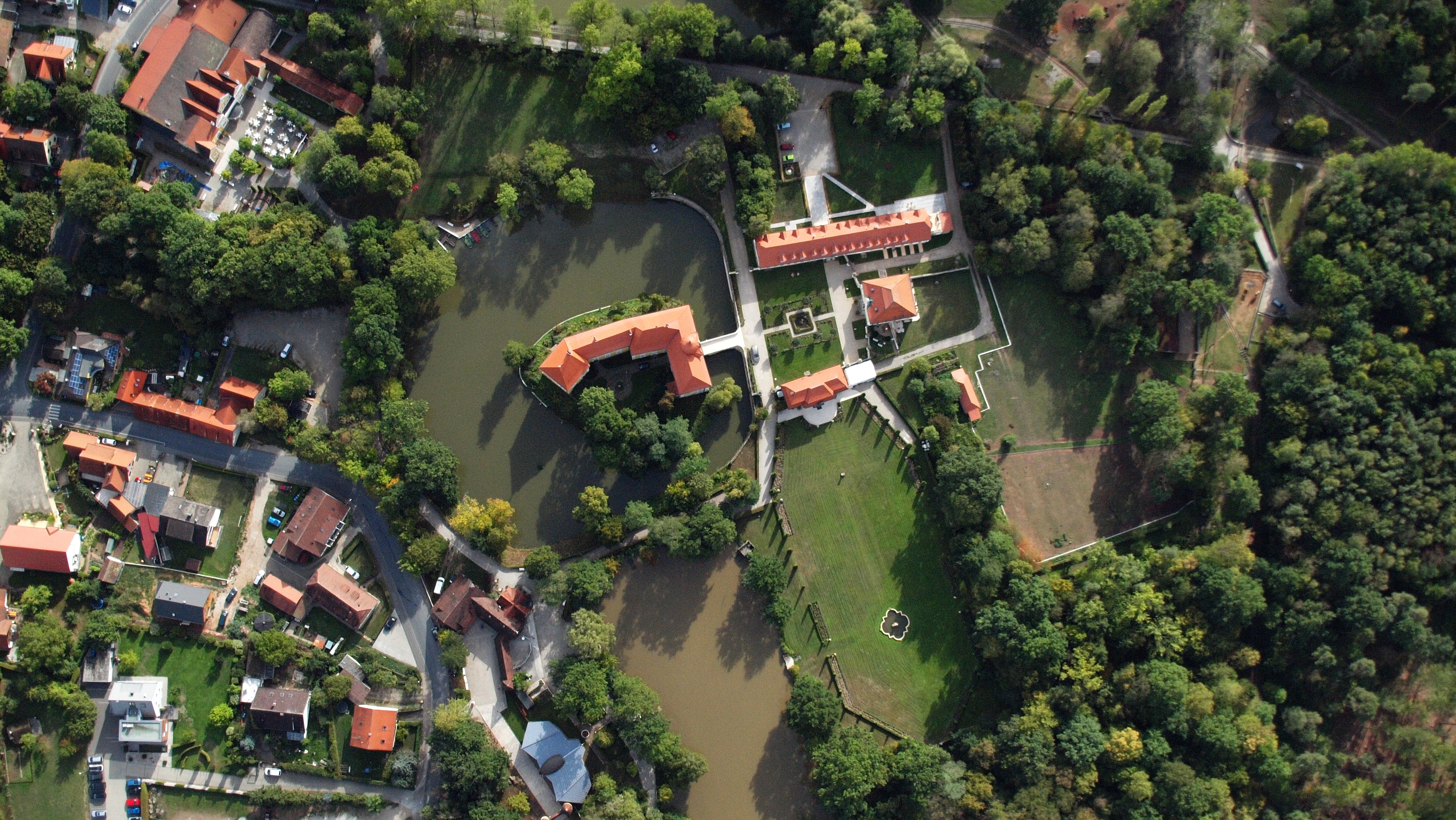
Senkrechtansicht (2015)